# Motorola MPx200
Motorola MPx200 — смартфон фирмы Motorola. Один из первых смартфонов на базе операционной системы Windows Mobile 2002 (Ранее, система Windows Mobile выпускалась только для устройств с тачскрином). Также, является одним из наиболее массовых устройств подобного класса. Особую популярность в России получил по причине устроенной в конце 2004 года фирмой «Евросеть» распродажи оных по 4999 рублей. Одной из полезнейших физических характеристик устройства является металлический механизм раскрытия флипа, что делает его практически «неубиваемым». В наши дни считается устаревшей моделью, однако по-прежнему популярен в отдельных кругах ценителей. Особым плюсом является то, что для данного смартфона адаптированы практически все версии ОС Windows Mobile for Smartphone (С 2006 года — Windows Mobile Standard).
| Общие характеристики                 | Общие характеристики |
| ------------------------------------ | --- |
| Диапазоны частот                     | GSM 900, GSM 1800, GSM 1900 |
| Смартфон                             | да |
| Платформа                            | Windows Mobile for Smartphone 2002 |
| Тип корпуса                          | раскладушка |
| Конструкция                          | джойстик |
| Антенна                              | встроенная |
| Вес                                  | 113 г |
| Размеры                              | 89x48x27 мм |
| Звонки                               | |
| Тип мелодий                          | 24-голосная полифония, MP3-мелодии |
| Число мелодий                        | 32 |
| Виброзвонок                          | есть |
| Связь                                | |
| Интерфейсы                           | IRDA, USB, SDIO (Secure Digital Input-Output) |
| Доступ в интернет                    | WAP 1.2.1, GPRS class 8, POP/SMTP-клиент, HTML |
| Модем                                | есть |
| Синхронизация с компьютером          | есть |
| Сообщения                            | |
| Дополнительные функции SMS           | ввод текста со словарём, шаблоны сообщений, отправка SMS нескольким адресатам |
| MMS                                  | есть |
| EMS                                  | есть |
| Другие функции                       | |
| Громкая связь(встроенный динамик)    | есть |
| Управление                           | голосовой набор |
| Автодозвон                           | есть |
| Звуковая индикация времени разговора | есть |
| Режимы кодирования звука HR, FR, EFR | есть |
| Дополнительная информация            | |
| Комплектация                         | телефон, аккумулятор, сетевое з/у, карта памяти 16Mb, диск ПО, кабель USB, кожаный чехол, зажим для ношения на ремне, инструкция |
| Особенности                          | SE7955AЕ7U1 -вариант комплектации без SD-карты; Microsoft Smart Phone 2002 (без возможности обновления до ОС Microsoft(r) Windows Mobile); SD/MMC карты, до 1 ГБ; встраиваемая камера (аксессуар), размеры 26,7х33,6х12 mm, изначально телефон без фотокамеры |
| Экран                                | |
| Тип экрана                           | цветной TFT экран, 65536 цветов |
| Размер изображения                   | число строк — 10, 176x220 пикс. |
| Дополнительный экран                 | есть |
| Русификация                          | есть |
| Индикация                            | времени разговора |
| Мультимедийные возможности           | |
| Встроенная фотокамера                | нет |
| Запись видеороликов                  | нет |
| Аудио                                | MP3-проигрыватель, поддержка WMA |
| Игры                                 | есть |
| Java-приложения                      | нет |
| Объём встроенной памяти              | 32 МБ, доступно пользователю 8 МБ |
| Тип карты памяти                     | SD/MMC |
| Питание                              | |
| Тип аккумулятора                     | Li-Ion |
| Ёмкость аккумулятора                 | 860 мАч |
| Время разговора                      | 5:00 ч: мин |
| Время ожидания                       | 80:00 ч: мин |
| Время заряда                         | 2:00 ч: мин |
| Записная книжка и органайзер         | |
| Записная книжка в аппарате           | 1000 номеров |
| Поиск по книжке                      | есть |
| Прямой (flash) набор                 | 8 номеров |
| Органайзер                           | будильник, калькулятор, планировщик задач |
| Характеристики смартфона             | |
| Операционная система                 | MS Windows Mobile 2002, возможна установка MS Windows Mobile 2003, MS Windows Mobile 2005, MS Windows Moble 6, MS Windows Moble 6.1 Standard и MS Windows Moble 6.5 Standard                                                                                  |
| Процессор                            | Texas Instruments OMAP 730 |
| Объём оперативной памяти (RAM)       | 32 МБ |
| Объём постоянной памяти (ROM)        | 32 МБ |

1. ↑  Увы, на большинстве телефонов этой партии, установлена более дешевая микросхема памяти, китайского происхождения. Из-за этого, телефоны «Евросетевого» происхождения, хуже переживают процесс перепрошивки.
2. ↑  Однако, на оригинальном аккумуляторе пробито «820»

## Похожие модели
- Motorola MPx100
- Motorola MPx220
- RoverPC M1